# Osornolobus penai
Osornolobus penai là một loài nhện trong họ Orsolobidae.
Loài này thuộc chi Osornolobus. Osornolobus penai được Raymond Robert Forster & Norman I. Platnick miêu tả năm 1985.